# Мічені атоми
Мі́чені а́томи або ізотопний трейсер або ізотопний індикатор — атоми, які відрізняються від інших атомів того ж хімічного елемента радіоактивністю (радіоактивні ізотопи) або вагою (стабільні ізотопи).

## Загальний опис
Продукти радіоактивного розпаду або атоми з різною вагою є «мітками», які відрізняють їх від інших атомів, подібних за хімічними властивостями. Промені α, β, γ, що вилітають з атомів, можна зафіксувати за допомогою лічильників заряджених частинок або радіографії. Це дає можливість стежити за невеликими групами мічених атомів у середовищі, в якому міститься колосальна кількість інших атомів та молекул, визначати, як швидко вони проникають у різні сполуки, системи і живі організми, тобто досліджувати фізичні, хімічні, біологічні та інші процеси, що мають велике наукове і практичне значення. Стабільні ізотопи виявляються за допомогою мас-спектрографії або за питомою вагою їх сполук. Мічені атоми почали використовувати на початку 20 століття, проводячи поодинокі дослідження; тепер же вони широко застосовуються в різних галузях промисловості, сільського господарства, науки і культури для дослідження процесів, що відбуваються в твердих, рідких і газоподібних тілах, в організмах людей, тварин і рослин.

## Застосування

### Застосування у техніці
Так, дифузію в твердих тілах досліджують за допомогою мічених атомів, наносячи радіоактивні атоми на поверхню цих тіл і нагріваючи до високої температури, при якій дифузія відбувається інтенсивніше. Потім при кімнатній температурі накладають зрізи тіла на фотопластинку, на якій, після проявлення в тих місцях, куди проникли мічені атоми, виявляється почорніння. Знаючи час дифузії і глибину проникнення мічених атомів, визначають швидкість дифузії мічених атомів застосовують для дослідження спрацювання металевих деталей. Опромінюючи метал нейтронами, можна створити радіоактивні атоми даного металу, частина яких під час тертя переходить у мастило. Визначений лічильником ступінь радіоактивності цього мастила характеризує швидкість спрацьовування металевої деталі.

### Застосування у хімії
Ефективно застосовують мічені атоми також в аналітичній хімії для визначення вмісту елементів у сполуці. Для цього потужними пучками нейтронів опромінюють досліджувану речовину, внаслідок чого утворюються радіоактивні ізотопи, за активністю яких визначають вміст елементів у сполуці (з точністю до 10−11 г, а домішки деяких елементів до 10−20 г). Зазначені та багато інших прикладів застосування мічених атомів поширені в наукових установах, навчальних закладах і народному господарстві України. Зокрема мічені атоми сурми використовують для визначення вмісту сурми в різних речовинах. За співвідношенням продуктів розпаду радіоактивних елементів, які є в породах, визначають вік мінералів та гірських порід. В Інституті фізичної хімії АН України за останні роки розроблено ряд методів ізотопного аналізу водню і кисню, які тепер застосовуються у нас та в інших країнах.

### Застосування у біології
Мічені атоми надають велику допомогу у розкритті таємниць фотосинтезу. До останнього часу вважали, що під впливом світла в рослинах розкладається вуглекислота. Радянський вчений О. П. Виноградов застосував мічені атоми кисню і показав, що насправді розкладається вода. Мічені атоми велике значення мають при вивченні діяльності живих організмів та обміну речовин у них. При проведенні таких досліджень в їжу додають невелику кількість радіоактивних речовин. Переміщаючи вздовж тіла лічильник, можна визначити, в які частини організму і з якою швидкістю потрапляє той чи інший хімічний елемент.
Мічені атоми широко застосовують для вивчення життя рослин. Наприклад, за допомогою міченого радіоактивного фосфору можна визначити, як фосфор потрапляє у рослину, як переміщається в ній і в яких місцях зосереджується.

### Застосування у медицині
Властивість хімічних елементів концентруватися в різних тканинах та частинах організму лежить в основі застосування мічених атомів у біології і особливо в медицині. Наприклад, поглинання йоду щитоподібною залозою встановлено за допомогою мічених атомів йоду. Мічені атоми заліза дозволяють визначити загальний об'єм крові в організмі. Для цього у вену тварини вводять певну кількість крові з радіоактивним залізом. Через деякий час у цієї тварини беруть таку саму кількість крові. Відношення інтенсивності випромінювань радіоактивним залізом у взятій і введеній крові дорівнює відношенню кількості введеної крові до її загальної кількості. Мічені атоми допомагають визначити розміщення злоякісних пухлин в організмі, що значно полегшує роботу хірургів. Досягнуто перших успіхів у боротьбі з раком різних органів людського організму.
Наукові і медичні установи України широко використовують мічені атоми для дослідження обміну речовин у живих організмах і для лікування хвороб. Так, наприклад, уточнено дані про хімічний склад головного мозку, вивчено окремі етапи обміну речовин у головному мозку тощо. Проводяться досліди над вивченням умов родючості ґрунтів. Досліджено процес фосфорного живлення молодих деревних рослин і встановлено, що фосфор більше поглинається молодим листям, а після осіннього листопаду частково входить у ґрунт. Застосування мічених атомів взагалі дало можливість визначити, як саме фосфор засвоюється кореневою системою і поверхнею листя рослин. Встановлено, в які періоди розвитку слід вносити підживлення для багатьох сільськогосподарських культур.

### Застосування в археології
Мічені атоми використовують для визначення часу з моменту загибелі тварин та рослин і для визначення віку стародавніх поселень. В атмосфері під дією космічних нейтронів утворюється радіоактивний вуглець 14C (14N + n→14C + 1H). Період напіврозпаду 14C становить 5 700 років. Співвідношення між стійким 12C і радіоактивним 14C ізотопами вуглецю в організмі таке ж, як і в атмосфері, тобто 1 г вуглецю містить близько 5•1010 радіоактивних атомів 14C. В мертвому організмі обмін вуглецем між організмом і атмосферою припиняється. Тому внаслідок розпаду радіоактивних атомів вуглецю відносна кількість у загиблому організмі з часом зменшується. Співвідношення між ізотопами 14C і 12C і період напіврозпаду 14C дають можливість визначити час загибелі тварин і рослин, а отже, і вік стародавніх поселень.
Мічені атоми дали можливість уточнити значну кількість хімічних реакцій, зокрема при добуванні синтетичного бензину, розв'язати питання про роль каталізаторів, про процеси перегонки, кристалізації, перемішування і багато інших процесів, уточнити і відкрити нові процеси, які відбуваються в живих організмах.

### У гідрогеології
Мічені атоми застосовуються для визначення швидкості руху підземних вод (див. Водоносний горизонт).
Галузь застосування мічених атомів з кожним днем розширюється.